# Marie-Suzanne Giroust

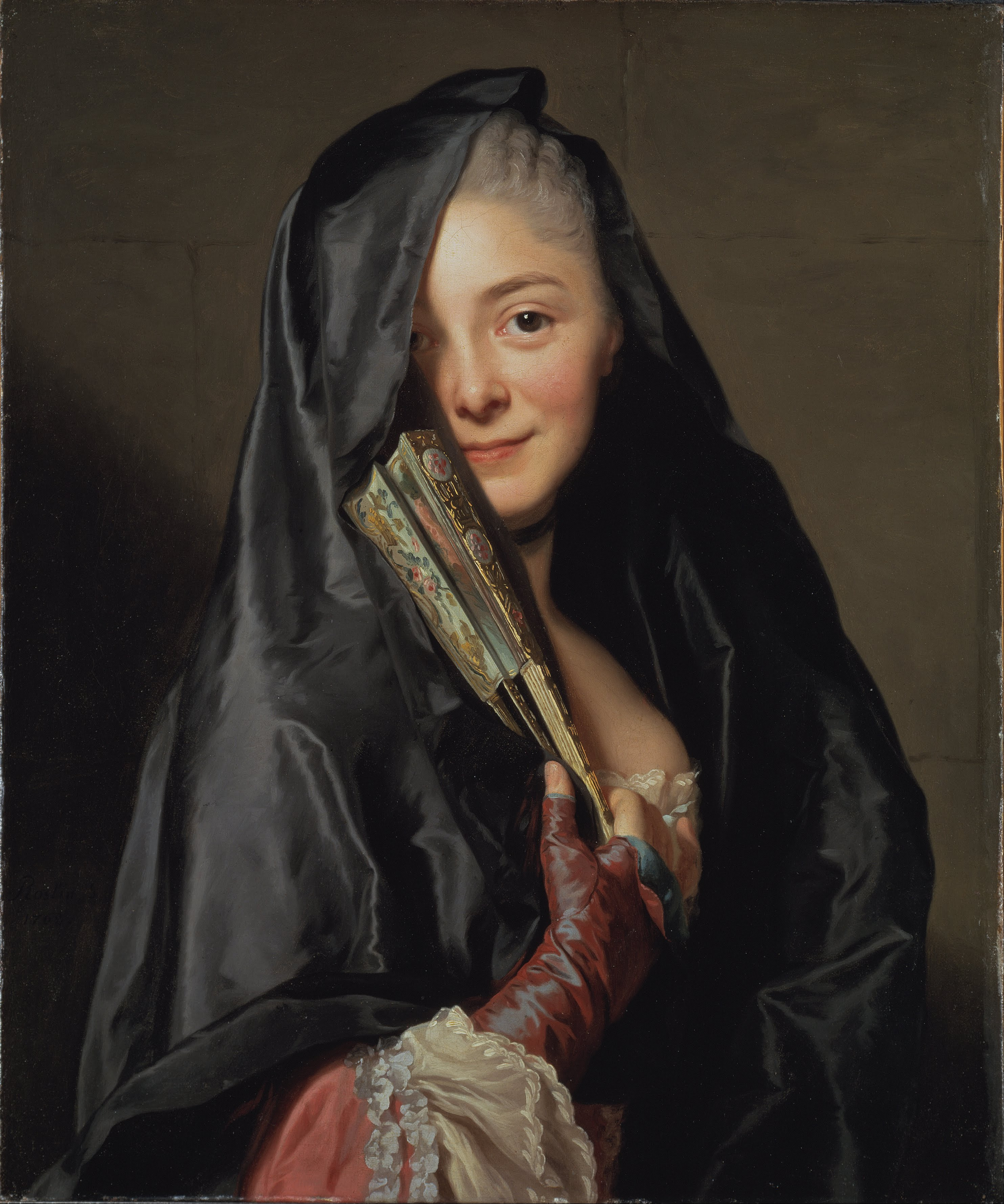
Damen med slöjan. Porträtt av hustrun Marie-Suzanne Giroust. Målning av Alexander Roslin (1768). Nationalmuseum i Stockholm.

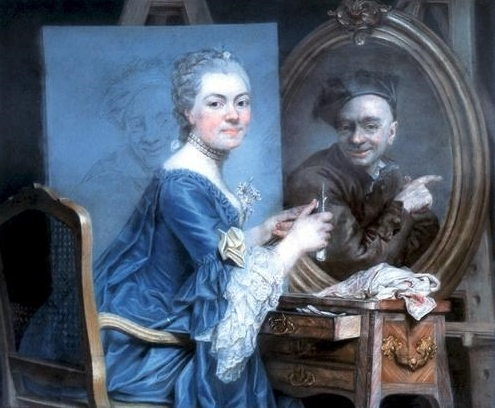
Självporträtt 1770, med ett porträtt av sin lärare Maurice Quentin de La Tour i bakgrunden.

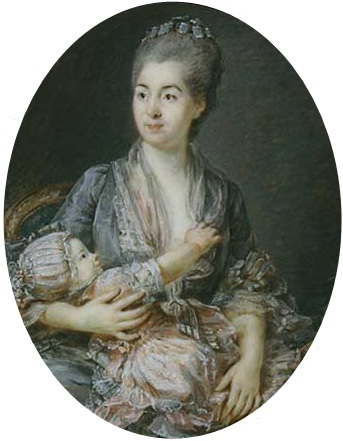
Marie-Suzanne Roslin med sin dotter. Miniatyrmålning på elfenben av Peter Adolf Hall 1770. Louvremuseet, Paris.

Marie-Suzanne Giroust, född 9 mars 1734 i Paris, Frankrike, död 31 augusti 1772 i Paris, var en fransk konstnär, i huvudsak verksam inom pastellmåleri. Hon var gift med den svenske porträttmålaren Alexander Roslin från 1759 till sin död.

## Biografi
Marie-Suzanne Giroust föddes och bodde hela sitt liv i Paris. Hon var dotter till juveleraren till the King's Wardrobe Barthélemy Giroust (död 1741) och Marie Suzanne Le Roy (död 1745). När Giroust var sju år gammal, dog hennes far. Fyra år senare dog även hennes mor och hon flyttade in hos släktingar. Arvet efter fadern gav henne möjlighet att uppta måleristudier. Hon inledde sina studier hos Maurice Quentin de La Tour, men det var hos Joseph-Marie Vien hon kom att finna sig tillrätta. I Viens ateljé träffade hon 1752 Alexander Roslin och blev förälskad. Girousts förmyndare kunde dock inte acceptera den svenske målaren som blivande make, då han var fattig och protestant. Paret kämpade för sin kärlek och Giroust vägrade att träffa de friare som hennes förmyndare föreslog för henne. Efter medling av bland andra Roslins vän och beskyddare, Comte de Caylus, kunde Roslin och Giroust gifta sig, bröllopet ägde rum den 5 januari 1759. Paret Roslin fick mellan 1760 och 1772 tre döttrar och tre söner, varav två döttrar och två söner nådde vuxen ålder.
Marie-Suzanne Giroust var pastellmålare. Alexander Roslin erkände offentligen sin hustrus talang som konstnär och han hävdade att hon var en skickligare pastellmålare än han själv. År 1770 valdes Giroust in i den Franska konstakademien, Académie Royale de Peinture et de Sculpture i Paris, med receptionsmålningen av skulptören Pigalle i S:t Michaels ordens dräkt, som numera förvaras på Louvren. Hon var en av de endast femton kvinnor som blev accepterade som full akademiker i institutionens 145-åriga historia. Hennes receptionsstycke, Porträtt av skulptören Jean-Baptiste Pigalle (1770), prisades 1771 av Denis Diderot för "sina vackra och starka färger". Hon medverkade endast en gång i offentliga utställningar och det var Parissalongen 1771 där hon visade upp ett antal porträtt utförda i pastell, bland annat av den franska katolska prästen, abbén Guillaume Antoine Le Monnier, som fick mycket beröm.
Giroust tjänade som en modell för La Dame au voile (Damen med slöjan) (1768), målad av hennes man. Hon visas också i Alexander Roslins grupporträtt Konstnären och hans fru Marie-Suzanne Giroust porträtterande Henrik Wilhelm Peill (1767).
Marie-Suzanne Giroust är representerad vid Nationalmuseum i Stockholm. 
Marie-Suzanne Giroust avled i bröstcancer i slutet av augusti 1772 vid 38 års ålder.

## Verkkatalog
- Henrik Vilhelm Peill (1766; privat samling)
- Självporträtt (1770)
- Jacques Dumont (1770; Musée national des châteaux de Versailles et de Trianon)
- Portrait de M. Pigalle (1771; Louvren, Paris)

## Galleri (urval), verk av Marie-Suzanne Giroust

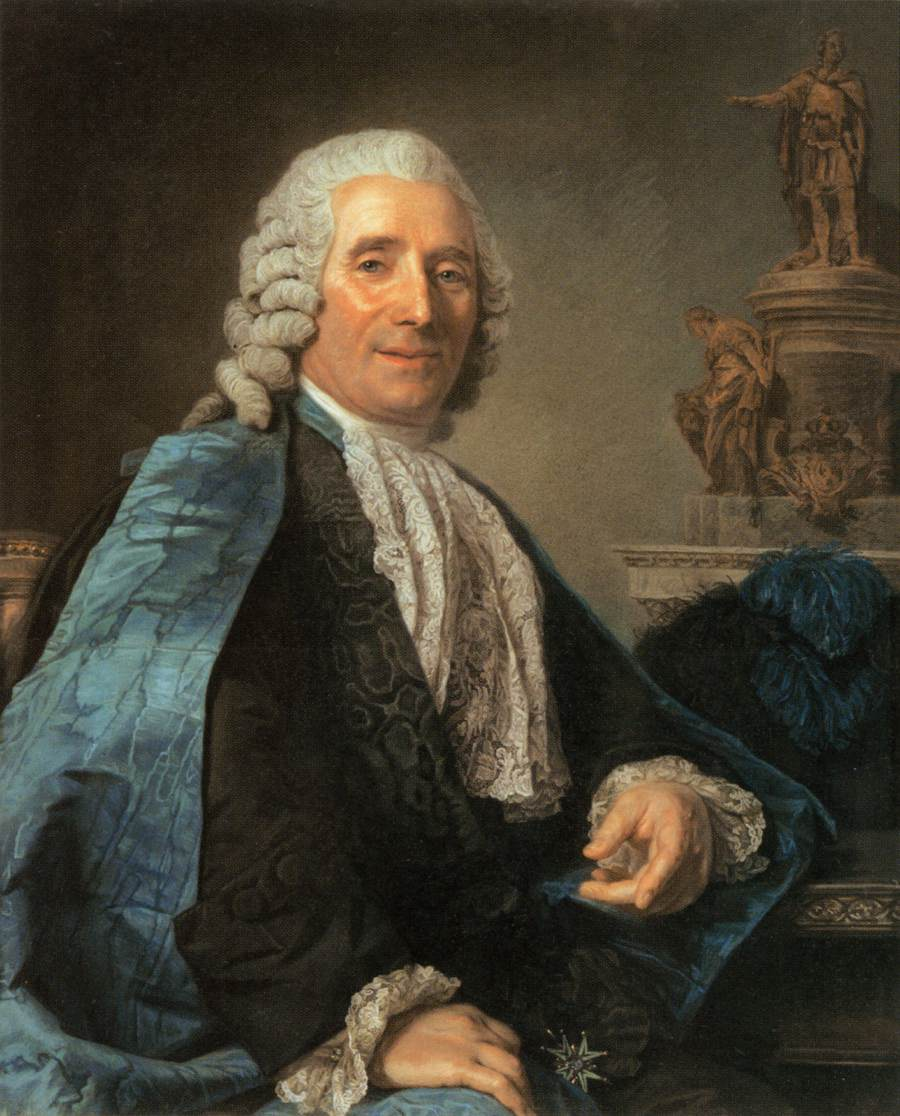
Porträtt av skulptören Jean-Baptiste Pigalle (1714-1785) iförd Sankt Michaels ordens dräkt, pastell på blått papper (1770). Louvren, Paris.
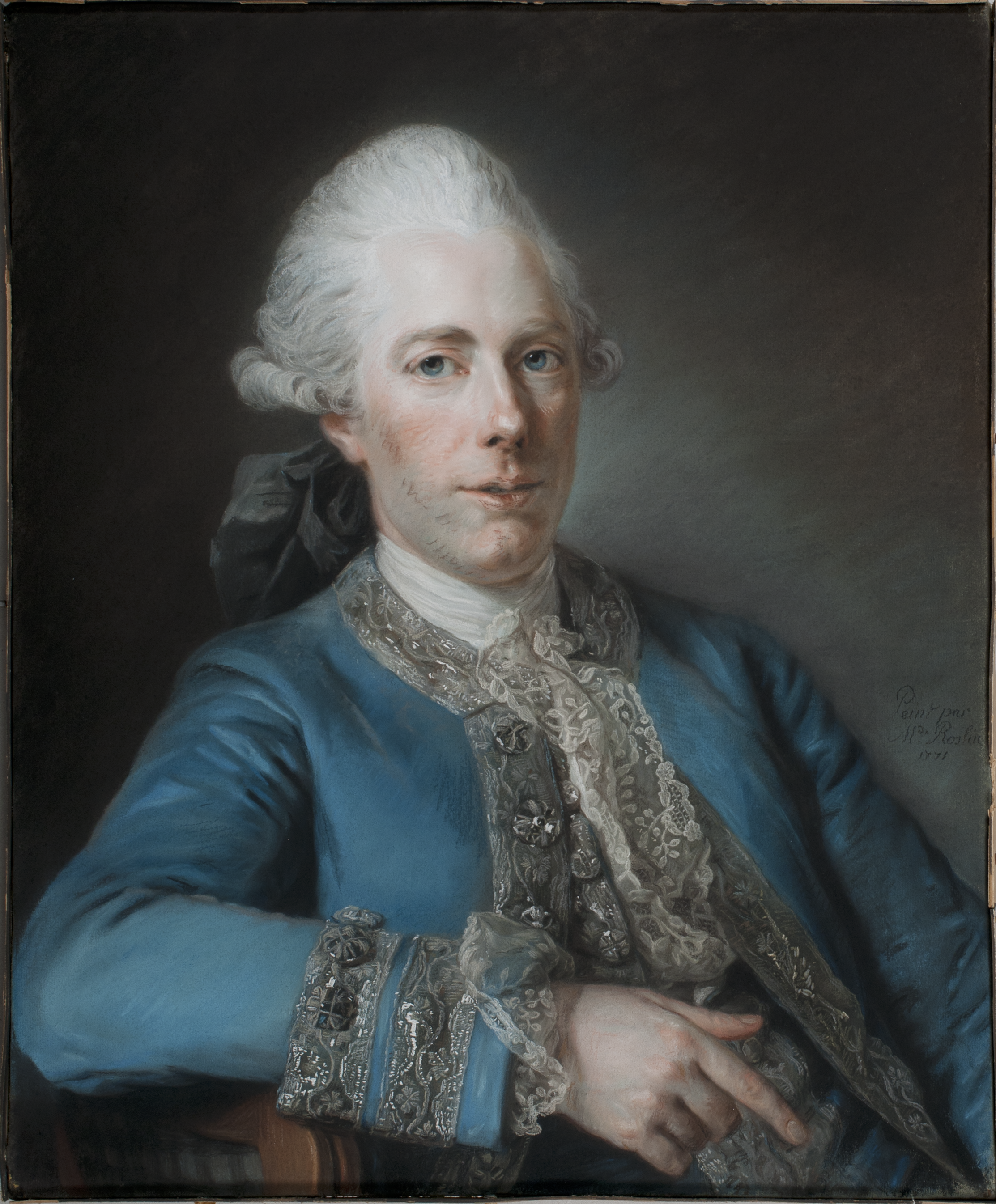
Porträtt av arkitekten Marie-Joseph Peyre (1730-1785), pastell på papper (1771). Nationalmuseum, Stockholm.
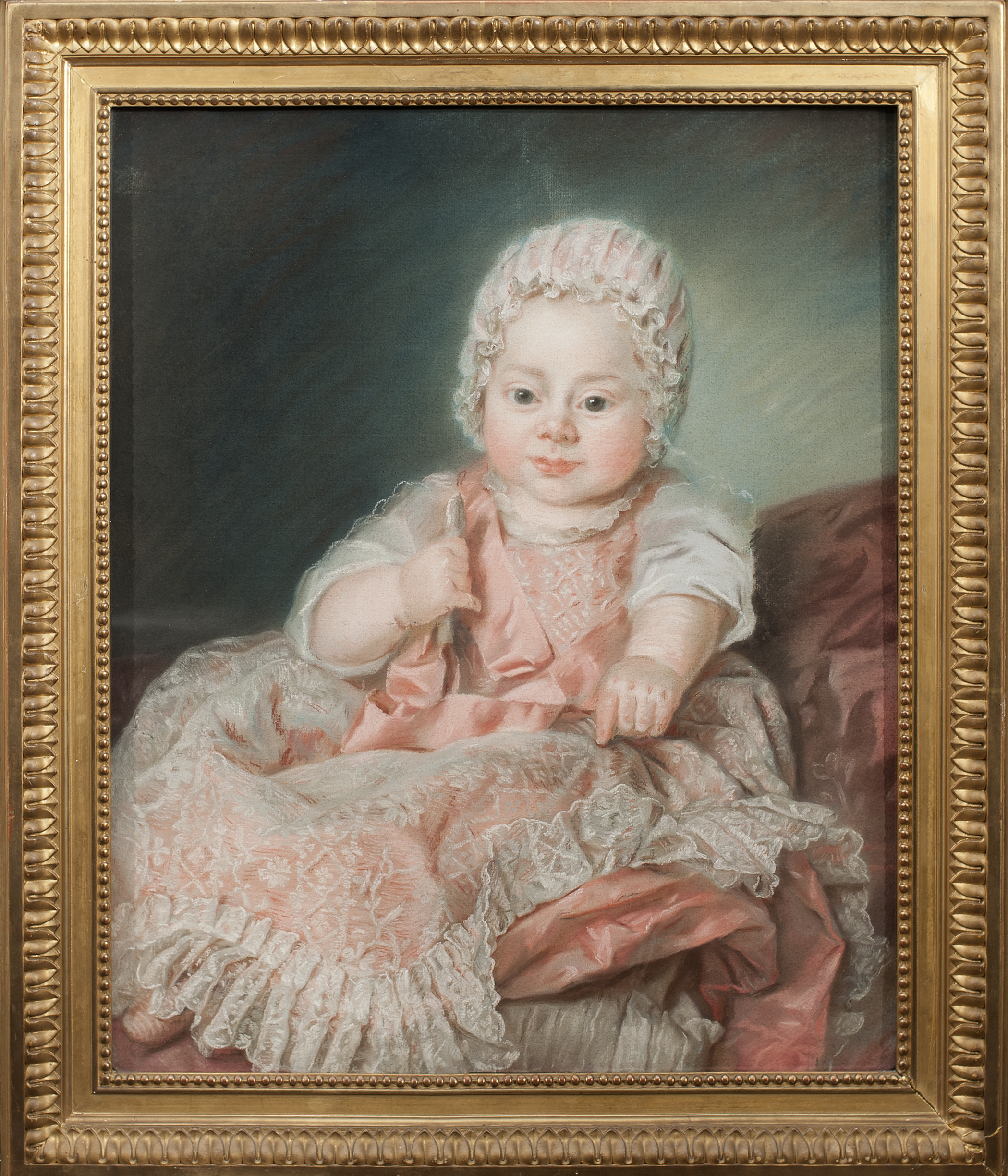
Alexandre Antoine Roslin (1764-1799), gift med Adelaïde Abraham, son till konstnären Marie-Suzanne Roslin, pastell på papper (okänt datum). Nationalmuseum, Centre Culturel Suédois (Institut Tessin), Paris.
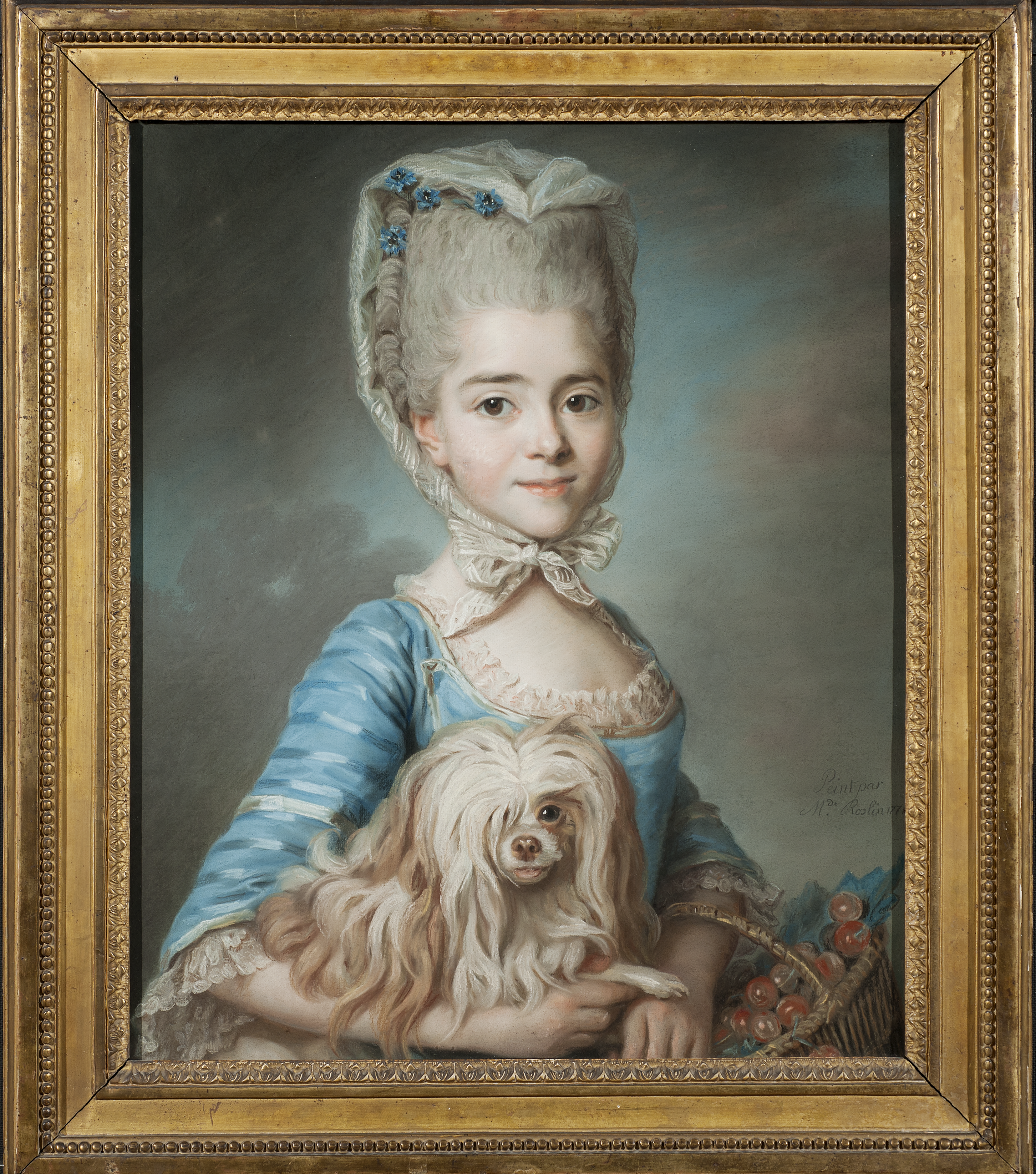
Augustine-Suzanne Roslin (1760-1831), gift med Louis Suzanne Claire Carteron de Barmont, konstnärens dotter, pastell på papper (1771). Nationalmuseum, Centre Culturel Suédois (Institut Tessin), Paris.